# آشگیر اورن هالگریمسون
آشگیر اورن هالگریمسون (ایسلندی: Ásgeir Örn Hallgrímsson؛ زادهٔ ۱۷ فوریهٔ ۱۹۸۴) بازیکن هندبال اهل ایسلند است.